# Lew Milczin
Lew Isaakowicz Milczin (ros. Лев Исаакович Мильчин, ur. 18 sierpnia 1920 zm. 28 czerwca 1987) – radziecki reżyser filmów animowanych oraz dyrektor artystyczny. Zasłużony Malarz RFSRR (1979).

## Życiorys
W 1943 roku ukończył WGIK. Podczas II wojny światowej był w wojsku. Po wojnie w 1945 roku pracował w studiu Sojuzmultfilm jako dyrektor artystyczny rysunkowych i lalkowych filmów animowanych (z takimi reżyserami jak: Iwan Iwanow-Wano, Michaił Cechanowski, Zinaida Brumberg, Walentina Brumberg, Władimir Połkownikow, Aleksandra Snieżko-Błocka). W latach 1957–62 pracował w studiu filmowym Mosfilm, potem wrócił do Sojuzmultfilmu jako reżyser i scenograf. Wykładowca WGIK. Pracował w grafice książkowej. Członek ASIFA. Został pochowany na Cmentarzu Mitinskim w Moskwie.

## Filmografia

### Dyrektor artystyczny
- 1947 – Konik Garbusek (Конёк-Горбунок)[3]
- 1948 – Cwietik-siemicwietik (Цветик-семицветик)
- 1949 – Obcy głos (Чужой голос)
- 1949 – Gęsi Baby-Jagi (Гуси-лебеди)
- 1951 – Bajka o królewnie i siedmiu rycerzach (Сказка о мёртвой царевне и семи богатырях)
- 1954 – Królewna żabka (Царевна-Лягушка)
- 1955 – Cudowna podróż (Заколдованный мальчик)
- 1956 – Pałka-wyruczałka (Палка-выручалка)
- 1957 – Kiedy spełniają się życzenia (Исполнение желаний)
- 1962 – Moj mładszyj brat (Мой младший брат)
- 1967 – Prikluczenija barona Miuncha (Приключения барона Мюнхаузена)
- 1968 – Komiediant (Комедиант)
- 1970 – Otważnyj Robin Gud (тважный Робин Гуд)
- 1975 – Konik Garbusek (Конёк-Горбунок)

### Reżyser
- 1963 – Swietlaczok № 3 (Светлячок № 3)
- 1963 – Swinja-kopiłka (Свинья-копилка)
- 1964 – Możno i nielzia (Можно и нельзя)
- 1965 – Zdrawstwuj, atom! (Здравствуй, атом!)
- 1966 – Żu-żu-żu (Жу-жу-жу)
- 1966 – Siegodnia dien' rożdienija (Сегодня день рождения)
- 1967 – Budilnik (Будильник)
- 1968 – Swietlaczok № 8 (Светлячок № 8)
- 1969 – Parasol babuni (Бабушкин зонтик)
- 1970 – Рассказы старого моряка. Необычайное путешествие.
- 1971 – Рассказы старого моряка. Необитаемый остров.
- 1972 – Рассказы старого моряка. Антарктида.
- 1976 – Стойкий оловянный солдатик
- 1977 – O tym, jak Masza pokłóciła się z poduszką (Как Маша поссорилась с подушкой)
- 1978 – Masza już nie jest leniuszkiem (Маша больше не лентяйка)
- 1979 – Маша и волшебное варенье
- 1984 – Bajka o carze Sałtanie (Сказка о царе Салтане)
- 1985 – Oguriecznaja łoszadka (Огуречная лошадка)
- 1986 – Pietuch i bojarin (Петух и боярин)